# French Connection (kanał przerzutowy)
French Connection (francuski łącznik) – potoczne określenie mafijnego kanału przerzutowego heroiny z Europy (port w Marsylii, terytorium Francji) do Stanów Zjednoczonych. W proceder ten zamieszana była korsykańska mafia, mająca powiązania ze służbami specjalnymi, amerykańską CIA i francuskim SDECE od czasu zakończenia II wojny światowej. Innym ważnym ogniwem w tym narkotykowym biznesie byli: mafia sycylijska i tureccy gangsterzy Babas.

## Geneza
Pierwsze nielegalne wytwórnie heroiny na terenie Marsylii odkryto jeszcze przed wybuchem II wojny światowej, pod koniec lat 30. Słynnym przywódcą Korsykanów był wtedy Paul Carbone.
Narkotyk ten - opium - (sok z maku lekarskiego) najpierw był szmuglowany z Turcji do Francji. W przemyt zaangażowani byli członkowie tureckiego świata zorganizowanej przestępczości Babas, którzy opium sprowadzali z tzw. Złotego Półksiężyca obejmującego Iran, Pakistan i Afganistan, największy rejon produkcji opium na kuli ziemskiej.
W niezbyt rozwiniętych technologicznie rafineriach na równinach Anatolii Turcy przetwarzali opium na morfinowy surowiec, po czym odsyłali go do lepiej już wyposażonych rafinerii Korsykanów w Marsylii.
Babas kupowali morfinowy surowiec od swoich rodzimych plantatorów, którzy mogli legalnie uprawiać mak opiumowy dla celów handlowych (w zamierzeniu odbiorcami miały być firmy farmaceutyczne). Jednakże od 1971 roku, na skutek nacisków administracji prezydenta USA Richarda Nixona, tureccy plantatorzy nie mogli już tego czynić. Zakaz ten zdjęto trzy lata później.
Gdy surowiec morfinowy trafiał do Marsylii, to tutaj heroinę uzyskiwano w wyniku wyekstrahowania z morfiny; (morfinę z kolei wyodrębniało się wcześniej z maku lekarskiego). (zob. Palermo Connection – Geneza). Gotową heroinę szmuglowano do Stanów Zjednoczonych.

## Heroinowy boom
Heroinowa gorączka, która objęła Stany Zjednoczone, spowodowała dziesięciokrotny wzrost liczby osób uzależnionych od tego narkotyku (oficjalnie jest ok. pół miliona osób, nieoficjalnie dwa razy tyle).
Za punkt zwrotny w światowym heroinowym biznesie uznaje się rok 1957, kiedy to doszło do słynnego Szczytu w Palermo, na którym ustalono, że jedynie Sycylijczycy mają wyłączność na handel heroiną na terenie Ameryki. Sycylijczycy usunęli mniejszych pośredników i handlowali bezpośrednio z szefem Korsykanów, Pascalem Molinellim, którego flota przemytnicza przewoziła morfinę m.in. z Libanu do Marsylii, oczyszczoną heroinę z Marsylii na Sycylię, a później do Stanów.
Przez całe lata 60. i pierwszą połowę 70., m.in. gangster Tommaso Buscetta prowadził rozległe narkotykowe interesy z Korsykanami, m.in. Michelem Nicolim i Lucienem Sartim. Innymi głównymi postaciami wśród Korsykanów są: François Spirito, Antoine Guérini, Auguste Ricord i Paul Mondoloni.
Inny gangster, Paolo Leilo Gigante, również przewoził w tym okresie heroinę i kokainę dla Korsykanów. Został aresztowany razem z Buscettą i Korsykanami w 1972 roku.
Najprawdopodobniej to on wskazał policji mieszkanie Buscetty w Brazylii i przyczynił się do jego aresztowania w 1983 r.

## Rozbicie kanału przerzutowego
W 1968 roku wybory prezydenckie w Stanach Zjednoczonych wygrał Richard Nixon. Zaraz po swojej inauguracji (1969) ogłosił wojnę przeciwko handlarzom narkotyków. Problem narkotyków uczynił numerem jeden swojej polityki zagranicznej, którą prowadził Henry Kissinger.
Na przełomie lat 60. i 70. funkcjonariusze Bureau of Narcotics and Dangerous Drugs rozpoczęli etap stopniowego rozbicia French Connection. Marsylia straciła na znaczeniu jako główny port przeładunkowy heroiny na rzecz sycylijskiego Palermo (Palermo Connection lub inaczej Heroinowy Rurociąg).
Pod naciskami administracji amerykańskiego prezydenta, władze brazylijskie przeprowadziły udaną akcję wymierzoną w międzynarodowych przemytników (zob. Tommaso Buscetta – Działalność w Ameryce Południowej i Aresztowanie w 1972 r.).
Podobne kroki uczyniła Francja, zlokalizowano i zamknięto osiem heroinowych rafinerii należących do Korsykanów.
W biznes heroinowy na poważnie weszli już Sycylijczycy. Sami już produkowali heroinę u siebie (surowiec morfinowy trafiał do nich od Babas z Turcji) i sami ją szmuglowali do Ameryki. Przy produkcji zatrudniani byli chemicy Korsykańscy, którzy mieli i mają nadal opinię najlepszych na świecie.
Skala narkotykowych zbrodni ujrzała światło dzienne podczas Procesu Pizza Connection na Manhattanie i Maksiprocesie w Palermo.

## Reaktywacja
W 1986 roku francuska policja ujawniła, że wielu gangsterów korsykańskich powróciło do swojego heroinowego procederu w Marsylii (rozpoczęli ponowną produkcję narkotyku). Miało to związek z tym, że w ostatnim latach włoskiej policji udało się zamknąć ponad piętnaście rafinerii na terenie całych Włoch. Tych, których nie udało się policji zlokalizować, przezorni mafiosi sycylijscy przenieśli do Francji.
W 1988 roku francuski sąd stwierdził, że za tę reaktywację „Francuskiego Łącznika” najprawdopodobniej odpowiada mafia sycylijska.